# Nguyen Quang Trung
Nguyen Quang Trung est un peintre de paysages animés, paysages, paysages d'eau, aquarelliste, dessinateur traditionnel vietnamien du XXe siècle, né en 1959 à Hanoï (région du Tonkin).

## Biographie
Nguyen Quang Trung fait ses études à l'École des Beaux-Arts de Hanoï, puis, il enseigne la peinture à l'École Normale Supérieure de la ville.
Il prend part à de nombreuses expositions nationales et internationales, dont: 1996 l'exposition Viêt Nam. 30 ans de peinture de la guerre à la paix, Paris.
Il réalise exclusivement des petits formats, aquarelles et dessins à la plume rehaussés d'aquarelle.